# Stanley Clarke
Stanley Clarke (Filadelfia, 30 giugno 1951) è un bassista, polistrumentista e compositore statunitense fra i più influenti e apprezzati degli anni settanta.
Clarke ha vinto 5 Grammy Awards, 3 come artista solista, 1 con la Stanley Clarke Band, e 1 con i Return to Forever.Ha vinto anche un Latin Grammy nel 2012 con Lenny White e Chick Corea per l'album Forever.

## Biografia
Stanley Clarke è uno fra i bassisti elettrici più influenti per tutto il periodo jazz-rock e tra i bassisti più imitati prima dell'avvento di Jaco Pastorius. Dotato di una grande tecnica, virtuoso e versatile, ha speso gran parte della sua carriera fuori dagli ambiti del jazz.
I suoi riferimenti, come contrabbassista, sono stati maestri dello strumento quali Jimmy Blanton e Oscar Pettiford.
Esordisce come musicista professionista a New York con jazzisti del calibro di Gil Evans, Art Blakey, Dexter Gordon, Horace Silver e Stan Getz.
La svolta nella sua carriera avviene quando si unisce al gruppo Return to Forever guidato dal pianista Chick Corea. I RTF incominciano a suonare musica jazz-rock e Clarke diviene il mago del basso elettrico e il musicista di tendenza del gruppo.
Nel 1972 inizia la sua attività musicale
Riceve svariati riconoscimenti dal pubblico e dalla critica specializzata e nel 1976 incide il fortunato album School Days con la partecipazione, tra gli altri, dei batteristi Steve Gadd e Billy Cobham e del chitarrista John McLaughlin. All'apice del successo abbandona il jazz e si unisce al gruppo funky di George Duke. Ritornerà al jazz, dopo anni di musica commerciale, solo negli ultimi tempi con sporadiche collaborazioni con maestri del jazz tra cui il pianista McCoy Tyner.
Ha recentemente pubblicato un disco insieme ad altri 2 famosi bassisti fusion, Victor Wooten e Marcus Miller, utilizzando il nome S.M.V.. Il titolo dell'album è Thunder.

## Discografia
Da solista 
- 1973 - Children of Forever
- 1974 - Stanley Clarke
- 1975 - Journey To Love
- 1976 - School Days
- 1978 - Modern Man
- 1979 - I Wanna Play For You
- 1980 - Rocks, Pebbles & Sand
- 1982 - Let Me Know You
- 1984 - Time Exposure
- 1985 - Find Out
- 1986 - Hideaway

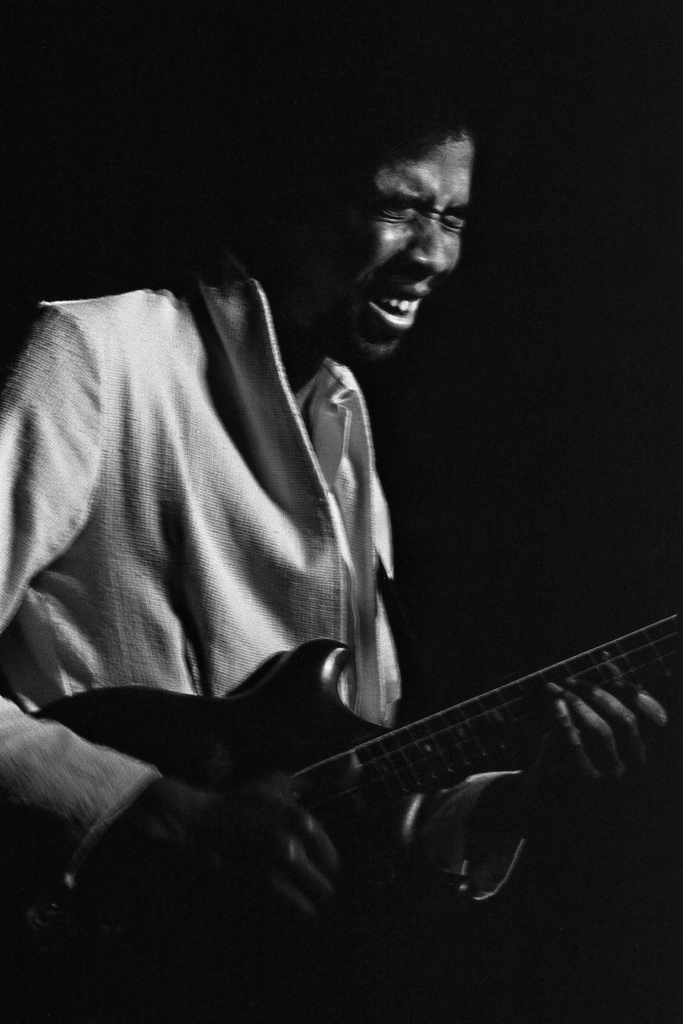
Stanley Clarke nel 1979

- 1988 - If This Bass Could Only Talk
- 1991 - Live, 1976-1977
- 1992 - Passenger 57, Music from the Motion Picture
- 1992 - The Collection
- 1993 - East River Drive
- 1995 - At The Movies
- 1997 - Bass-ic Collection
- 2003 - 1, 2, to the Bass
- 2007 - The Toys of Men
- 2009 - Jazz In The Garden
- 2010 - The Stanley Clarke Band

 Con i Return to Forever 
- 1972 - Return To Forever
- 1972 - Light As A Feather
- 1973 - Hymn Of The Seventh Galaxy
- 1974 - Where Have I Known You Before
- 1975 - No Mystery
- 1976 - Romantic Warrior
- 1977 - Musicmagic
- 1978 - Return To Forever Live
- 1980 - The Best Of Return to Forever

 Con Chick Corea e Lenny White 
- Echoes of an Era (con Chaka Khan)
- Echoes of an Era Live (con Nancy Wilson)
- The Griffith Park Band Live
- The Griffith Park Collection

 Con George Duke 
- 1981 - Clarke/Duke Project
- 1983 - Clarke/Duke Project II
- 1990 - Clarke/Duke Project III
- 1993 - Live in Montreux (1988)

 Con Paul McCartney 
- 1982 - Tug of War
- 1983 - Pipes of Peace

 Con gli Animal Logic 
- 1989 - Animal Logic
- 1991 - Animal Logic II

 Con i New Barbarians 
- Buried Alive (con Keith Richards)

 Con gli S.M.V. 
- 2008 - Thunder

## Filmografia parziale

### Musiche
- The Big Time, regia di Paris Barclay – film TV (2002)
- The Transporter, regia di Corey Yuen – film (2002)